# Saint-Arnac
Saint-Arnac (în catalană Centernac) este o comună în departamentul Pyrénées-Orientales din sudul Franței. În 2009 avea o populație de 125 de locuitori.

## Evoluția populației
| An        | 1975 | 1982 | 1990 | 1999 | 2006 | 2009 |
| --------- | ---- | ---- | ---- | ---- | ---- | ---- |
| Populație | 67   | 68   | 65   | 82   | 116  | 125  |